# 佛祖機場
佛祖機場，是一座位於尼泊爾藍毗尼省錫陀塔那迦的機場，同時作為藍毗尼省藍毗尼的樞紐機場。自2022年5月起，此機場成為尼泊爾第二座國際機場。